# Simning vid centralamerikanska och karibiska spelen 2018
Simning vid centralamerikanska och karibiska spelen 2018 hölls mellan den 20 och 25 juli på Complejo Acuático Eduardo Movilla i Barranquilla i Colombia. Öppet vatten-simningen hölls mellan den 28 och 29 juli i Puerto Velero.

## Medaljörer

### Herrar
| Gren               | Guld | Guld             | Silver                                                                                                   | Silver       | Brons | Brons        |
| 50 m frisim        | Renzo Tjon-A-Joe Surinam | 22,18 0MR0 NR0   | Dylan Carter Trinidad och Tobago                                                                         | 22,39        | Alberto Mestre Venezuela | 22,47        |
| 100 m frisim       | Dylan Carter Trinidad och Tobago                                                                                                | 48,95 0MR0       | Mikel Schreuders Aruba                                                                                   | 49,17 0NR0   | Jorge Iga Mexiko | 49,28        |
| 200 m frisim       | Jorge Iga Mexiko | 1.47,19 0MR0 NR0 | Long Gutiérrez Mexiko                                                                                    | 1.48,09      | Mikel Schreuders Aruba | 1.48,63 0NR0 |
| 400 m frisim       | Marcelo Acosta El Salvador | 3.50,61 0MR0     | Ricardo Vargas Mexiko                                                                                    | 3.51,52 0NR0 | Rafael Dávila Venezuela | 3.51,90      |
| 1 500 m frisim     | Ricardo Vargas Mexiko | 15.18,33 0MR0    | Marcelo Acosta El Salvador                                                                               | 15.31,36     | Rafael Dávila Venezuela | 15.37,10     |
|                    | |                  | |              | |              |
| 50 m ryggsim       | Dylan Carter Trinidad och Tobago                                                                                                | 24,83 0MR0 NR0   | Robinson Molina Venezuela                                                                                | 25,25        | David McLeod Trinidad och Tobago | 25,55        |
| 100 m ryggsim      | Omar Pinzón Colombia | 54,88 0MR0 =NR0  | Armando Barrera Kuba                                                                                     | 55,48        | Robinson Molina Venezuela | 55,88        |
| 200 m ryggsim      | Andy Song Mexiko | 1.59,95 0MR0 NR0 | Armando Barrera Kuba                                                                                     | 2.01,61      | Omar Pinzón Colombia | 2.01,91      |
|                    | |                  | |              | |              |
| 50 m bröstsim      | Édgar Crespo Panama | 27,56 0MR0       | Mauro Castillo · Mexico                                                                                  | 27,92        | Carlos Mahecha Colombia | 27,93        |
| 100 m bröstsim     | Jorge Murillo Colombia | 1.00,37 0MR0     | Mauro Castillo Mexiko                                                                                    | 1.00,77      | Miguel de Lara Mexiko | 1.00,91      |
| 200 m bröstsim     | Miguel de Lara Mexiko | 2.11,77 0MR0 NR0 | Mauro Castillo Mexiko                                                                                    | 2.12,31      | Carlos Claverie Venezuela | 2.12,79      |
|                    | |                  | |              | |              |
| 50 m fjärilsim     | Dylan Carter Trinidad och Tobago                                                                                                | 23,11 0MR0 NR0   | Luis Martínez Guatemala                                                                                  | 23,26        | Joshua Romany Trinidad och Tobago | 24,05        |
| 100 m fjärilsim    | Luis Martínez Guatemala | 52,20 0MR0       | Long Gutiérrez Mexiko                                                                                    | 52,83        | Esnaider Reales Venezuela | 52,95 0NR0   |
| 200 m fjärilsim    | Jonathan Gómez Colombia | 1.57,03 0MR0     | Héctor Ruvalcaba Mexiko                                                                                  | 1.59,13      | Luis Vega Torres Kuba | 1.59,23      |
|                    | |                  | |              | |              |
| 200 m medley       | Jarod Arroyo Puerto Rico | 2.02,37 0NR0     | Carlos Claverie Venezuela                                                                                | 2.03,06      | Héctor Ruvalcaba Mexiko | 2.03,48      |
| 400 m medley       | Ricardo Vargas Mexiko | 4.19,98 0MR0 NR0 | Jarod Arroyo Puerto Rico                                                                                 | 4.21,10      | Luis Vega Torres Kuba | 4.25,49      |
|                    | |                  | |              | |              |
| 4 × 100 m frisim   | Mexiko Daniel Ramírez (49,79) Horus Briseño (50,16) Jorge Iga (49,23) Long Gutiérrez (49,42) Daniel Torres[a] Mateo González[a] | 3.18,60 0MR0 NR0 | Venezuela Jesús López (50,07) Robinson Molina (50,46) Bryan Chávez (50,60) Alberto Mestre (49,30)        | 3.20,43      | Trinidad och Tobago Dylan Carter (48,79) 0MR0 Jabari Baptiste (51,74) David McLeod (51,44) Joshua Romany (50,86)                         | 3.22,83 0NR0 |
| 4 × 200 m frisim   | Venezuela Rafael Dávila (1.49,37) Andy Arteta (1.51,95) Bryan Chávez (1.51,40) Marcos Lavado (1.51,46)                          | 7.24,18 0MR0     | Mexiko Long Gutiérrez (1.55,11) Ricardo Vargas (1.51,51) José Martínez (1.50,41) Jorge Iga (1.49,91)     | 7.26,94      | Puerto Rico Christian Bayo (1.51,22) Jarod Arroyo (1.51,67) Andres Solivan (1.52,58) Yeziel Morales (1.51,82)                            | 7.27,29 0NR0 |
| 4 × 100 m medley   | Mexiko Andy Song (56,46) Mauro Castillo (1.01,07) Long Gutiérrez (53,74) Jorge Iga (49,14) Miguel de Lara[a] Mateo González[a]  | 3.40,41 0MR0 NR0 | Colombia Omar Pinzón (55,87) Carlos Mahecha (1.01,32) Esnaider Reales (53,15) Cardenio Fernández (50,32) | 3.40,66 0NR0 | Venezuela Robinson Molina (56,21) Carlos Claverie (1.01,03) Marcos Lavado (54,29) Alberto Mestre (49,14) Juan Sequera[a] Bryan Chávez[a] | 3.40,67      |
|                    | |                  | |              | |              |
| 10 km öppet vatten | Wilder Carreño Venezuela | 1:59.21,0        | Diego Vera Venezuela                                                                                     | 1:59.24,0    | Alfredo Villa Mexiko | 2:00.28,0    |

a  Simmare som endast deltog i försöken men som ändå erhöll medaljer.

### Damer
| Gren               | Guld | Guld             | Silver | Silver       | Brons | Brons        |
| 50 m frisim        | Isabella Arcila Colombia                                                                                       | 25,11 0MR0 NR0   | Liliana Ibáñez Mexiko                                                                                      | 25,15 0NR0   | Alia Atkinson Jamaica                                                                                     | 25,47 0NR0   |
| 100 m frisim       | Isabella Arcila Colombia                                                                                       | 55,21            | Joanna Evans Bahamas                                                                                       | 55,29        | Liliana Ibáñez Mexiko                                                                                     | 55,39 0NR0   |
| 200 m frisim       | Joanna Evans Bahamas                                                                                           | 1.58,03 0MR0 NR0 | Elisbet Gámez Kuba                                                                                         | 1.58,55      | Liliana Ibáñez Mexiko                                                                                     | 2.01,36      |
| 400 m frisim       | Joanna Evans Bahamas                                                                                           | 4.11,15 0MR0     | Allyson Macías Mexiko                                                                                      | 4.14,74      | Helena Moreno Costa Rica                                                                                  | 4.15,51      |
| 800 m frisim       | Joanna Evans Bahamas                                                                                           | 8.44,53          | Allyson Macías Mexiko                                                                                      | 8.45,92      | Helena Moreno Costa Rica                                                                                  | 8.48,11      |
|                    | |                  | |              | |              |
| 50 m ryggsim       | Isabella Arcila Colombia                                                                                       | 28,11 0MR0       | Fernanda González Mexiko                                                                                   | 28,57 0NR0   | Mathilde Jean Guadeloupe                                                                                  | 28,60        |
| 100 m ryggsim      | Isabella Arcila Colombia                                                                                       | 1.01,30 0MR0     | Fernanda González Mexiko                                                                                   | 1.01,34      | Krystal Lara Dominikanska republiken                                                                      | 1.01,39      |
| 200 m ryggsim      | Kristen Romano Puerto Rico                                                                                     | 2.13,70 0NR0     | Krystal Lara Dominikanska republiken                                                                       | 2.13,82 0NR0 | Brenda Díaz Mexiko                                                                                        | 2.17,40      |
|                    | |                  | |              | |              |
| 50 m bröstsim      | Alia Atkinson Jamaica                                                                                          | 30,19 0MR0       | Melissa Rodríguez Mexiko                                                                                   | 31,20 0NR0   | Mercedes Toledo Venezuela                                                                                 | 31,99        |
| 100 m bröstsim     | Alia Atkinson Jamaica                                                                                          | 1.06,83 0MR0     | Melissa Rodríguez Mexiko                                                                                   | 1.07,80 0NR0 | Esther González Mexiko                                                                                    | 1.10,60      |
| 200 m bröstsim     | Melissa Rodríguez Mexiko                                                                                       | 2.25,60 0MR0 NR0 | Esther González Mexiko                                                                                     | 2.29,72      | Margaret Higgs Bahamas                                                                                    | 2.30,83 0NR0 |
|                    | |                  | |              | |              |
| 50 m fjärilsim     | Alia Atkinson Jamaica                                                                                          | 26,60            | Jeserik Pinto Venezuela                                                                                    | 26,76        | Liliana Ibáñez Mexiko                                                                                     | 27,08        |
| 100 m fjärilsim    | Miriam Guevara Mexiko                                                                                          | 59,31 0MR0 NR0   | Isabella Páez Venezuela                                                                                    | 1.00,04      | Alia Atkinson Jamaica                                                                                     | 1.00,13      |
| 200 m fjärilsim    | Isabella Páez Venezuela                                                                                        | 2.11,26          | Diana Luna Mexiko                                                                                          | 2.11,84      | María Mata Mexiko                                                                                         | 2.12,25      |
|                    | |                  | |              | |              |
| 200 m medley       | Monika González Mexiko                                                                                         | 2.16,27 0MR0     | Esther González Mexiko                                                                                     | 2.16,69      | Kristen Romano Puerto Rico                                                                                | 2.17,01      |
| 400 m medley       | Kristen Romano Puerto Rico                                                                                     | 4.46,31 0MR0     | Joanna Evans Bahamas                                                                                       | 4.50,38 0NR0 | Monika González Mexiko                                                                                    | 4.52,13      |
|                    | |                  | |              | |              |
| 4 × 100 m frisim   | Mexiko Monika González (57,23) Fernanda González (57,49) Tayde Revilak (57,40) Liliana Ibáñez (54,95)          | 3.47,07 0MR0 NR0 | Colombia Sirena Rowe (57,11) Karen Durango (58,14) Daniela Gutiérrez (57,64) Isabella Arcila (55,00)       | 3.47,89      | Venezuela Carla González (57,31) Andrea Garrido (58,84) Andrea Santander (57,14) Jeserik Pinto (56,13)    | 3.49,42      |
| 4 × 200 m frisim   | Mexiko Monika González (2.03,38) Allyson Macias (2.02,75) María Mata (2.03,10) Liliana Ibáñez (2.03,07)        | 8.12,30 0MR0     | Colombia María Álvarez (2.03,94) María Román (2.06,84) Daniela Gutiérrez (2.06,93) Karen Durango (2.04,01) | 8.21,72      | Kuba Lorena González (2.04,53) Mayte González (2.06,90) Andrea Becali (2.10,89) Elisbet Gámez (1.59,76)   | 8.22,08 0NR0 |
| 4 × 100 m medley   | Mexiko Fernanda González (1.01,88) Melissa Rodríguez (1.08,88) Miriam Guevara (1.00,57) Liliana Ibáñez (57,66) | 4.08,99 0MR0     | Venezuela Carla González (1.04,40) Mercedes Toledo (1.10,38) Isabella Páez (1.00,13) Jeserik Pinto (56,85) | 4.11,76      | Colombia Isabella Arcila (1.01,51) Salomé Vélez (1.14,73) Valentina Becerra (1.00,40) Sirena Rowe (57,09) | 4.13,73      |
|                    | |                  | |              | |              |
| 10 km öppet vatten | María Mata Mexiko                                                                                              | 2:08.41,0        | María Sandoval Mexiko                                                                                      | 2:09.00,1    | Ruthseli Aponte Venezuela                                                                                 | 2:09.03,9    |

### Mix
| Gren             | Guld | Guld             | Silver | Silver       | Brons | Brons           |
| 4 × 100 m frisim | Mexiko Jorge Iga (49,53) Liliana Ibáñez (54,81) Monika González (57,55) Long Gutiérrez (49,77) Daniel Ramírez[b] Tayde Revilak[b]      | 3.31,66 0MR0 NR0 | Colombia Cardenio Fernández (50,66) Isabella Arcila (55,29) Sirena Rowe (56,83) Esnáider Reales (51,10) David Arias[b] Daniela Gutiérrez[b] | 3.33,88 0NR0 | Ingen tilldelad | Ingen tilldelad |
| 4 × 100 m frisim | Mexiko Jorge Iga (49,53) Liliana Ibáñez (54,81) Monika González (57,55) Long Gutiérrez (49,77) Daniel Ramírez[b] Tayde Revilak[b]      | 3.31,66 0MR0 NR0 | Venezuela Bryan Chávez (50.32) Andrea Santander (57.72) Jeserik Pinto (56.22) Alberto Mestre (49.62) Carla González[b]                      | 3.33,88 0NR0 | Ingen tilldelad | Ingen tilldelad |
| 4 × 100 m medley | Mexiko Fernanda González (1.02,07) Mauro Castillo (59,90) Long Gutiérrez (52,88) Liliana Ibáñez (54,76) Andy Song[b] Miriam Guevara[b] | 3.49,61 0MR0 NR0 | Colombia Omar Pinzón (55,30) Jorge Murillo (59,97) Valentina Becerra (1.00,76) Isabella Arcila (54,37) Sirena Rowe[b]                       | 3.50,40 0NR0 | Venezuela Robinson Molina (56,90) Carlos Claverie (1.00,92) Isabella Paez (59,75) Jeserik Pinto (56,01) Carla González[b] | 3.53,58 0NR0    |

b  Simmare som endast deltog i försöken men som ändå erhöll medaljer.

## Medaljtabell
*   Värdland ( Colombia)
| Nr                   | Nation                        | Guld | Silver | Brons | Totalt |
| -------------------- | ----------------------------- | ---- | ------ | ----- | ------ |
| 1                    | Mexiko (MEX)                  | 16   | 19     | 11    | 46     |
| 2                    | Colombia (COL)*               | 7    | 5      | 4     | 16     |
| 3                    | Venezuela (VEN)               | 3    | 8      | 10    | 21     |
| 4                    | Bahamas (BAH)                 | 3    | 2      | 1     | 6      |
| 5                    | Trinidad och Tobago (TTO)     | 3    | 1      | 3     | 7      |
| 6                    | Puerto Rico (PUR)             | 3    | 1      | 2     | 6      |
| 7                    | Jamaica (JAM)                 | 3    | 0      | 2     | 5      |
| 8                    | El Salvador (ESA)             | 1    | 1      | 0     | 2      |
| 8                    | Guatemala (GUA)               | 1    | 1      | 0     | 2      |
| 10                   | Panama (PAN)                  | 1    | 0      | 0     | 1      |
| 10                   | Surinam (SUR)                 | 1    | 0      | 0     | 1      |
| 12                   | Kuba (CUB)                    | 0    | 3      | 3     | 6      |
| 13                   | Aruba (ARU)                   | 0    | 1      | 1     | 2      |
| 13                   | Dominikanska republiken (DOM) | 0    | 1      | 1     | 2      |
| 15                   | Costa Rica (CRC)              | 0    | 0      | 2     | 2      |
| 16                   | Guadeloupe (GLP)              | 0    | 0      | 1     | 1      |
| Totalt (16 nationer) | Totalt (16 nationer)          | 42   | 43     | 41    | 126    |